# جيمس كينغ
جيمس كينغ (بالإنجليزية: James King)‏ كان ضابطا في البحرية الملكية - الملك جيمس (أكتوبر 1784 - 1750). خدم تحت جيمس كوك في رحلته الأخيرة في جميع أنحاء العالم، وتخصص في أخذ القراءات الفلكية الهامة باستخدام آلة السدس. بعد وفاة كوك ساعد في قيادة السفن على ما تبقى من مسارها، واستكمال ما أراده كوك من الرحلة. وتابع مسيرته في القوات البحرية، ووصل إلى رتبة نقيب ، وقائد لعدة سفن وخدم في حرب الاستقلال الأمريكية